# Amélia Videira
Maria Amélia da Cruz Lobo Videira mais conhecida por Amélia Videira (Lisboa, 18 de Junho de 1945) é uma actriz Portuguesa.

## Biografia
É licenciada e Mestre em Teatro e Comunidade em Teatro pela Escola Superior de Teatro e Cinema e Formadora Especialista para a área das Didácticas Expressivas, pela Universidade do Minho.
Cursou pós-graduação e curso de aprofundamento em TRV-C (Terapia Reconstrutiva Vivencial – Cognitiva) e pós–graduação em "Hipnose em Clínica Médica” pelo Gabinete de Formação Contínua da Faculdade de Medicina de Lisboa. É certificada pela Université de Saint Mont/Faculdade de Motricidade Humana de Lisboa em “Animation de Groupes - Corps et Conscience”.
Possui o curso de especialização “Técnicas e Ciências do Corpo” da Faculdade de Motricidade Humana de Lisboa/Departamento de Educação Especial e Reabilitação e o “Ciclo Fundamental do Curso de Sofrologia Caycediana”.
Entre a formação recebida, distinguem-se as áreas de “Análise do Movimento”, “Psicodrama”, “Dança e Deficiência”, “Dançaterapia”, “Mímica”,”Psicomotricidade e Relaxação”, “Educação para a Paz”, “Educação para o Desenvolvimento”, ”Clown et developpement personnel”, etc.
Desenvolveu, amplamente, a sua actividade profissional enquanto Formadora Especialista, na Formação Continua de Professores, assim como participou, quer como formanda quer como oradora, em colóquios, seminários e congressos, sempre ligados às áreas de Educação Artística, Educação para o Desenvolvimento e Deficiência Intelectual.
Faz parte da Direcção do Clube UNESCO de Educação Artística.

## Prémios e Reconhecimento
Foi agraciada com o Prémio Femina 2010 por mérito nas Artes de Palco. 

## Cinema
Entre a sua filmografia encontram-se: 
| Ano  | Título                         | Ref.        |
| ---- | ------------------------------ | ----------- |
| 1982 | Uma Viagem na Nossa Terra      | [ 5 ]       |
| 1984 | Armando                        | [ 5 ] [ 6 ] |
| 1987 | A Borboleta na Gaiola          | [ 5 ] [ 6 ] |
| 1988 | Morte D'Homem                  | [ 5 ] [ 6 ] |
| 1991 | A Maldição de Marialva         | [ 5 ] [ 6 ] |
| 1992 | Uma Mulher Livre               | [ 5 ] [ 6 ] |
| 2010 | Humilhados e Ofendidos (Curta) | [ 5 ] [ 6 ] |

## Televisão
| Ano  | Título                                    | Ref.  |
| ---- | ----------------------------------------- | ----- |
| 1979 | Histórias com Pés e Cabeça                | [ 5 ] |
| 1993 | Terra Instável : Quem Tem Medo de Chopin? | [ 5 ] |
| 1980 | Quadrados e quadradinhos                  |       |
| 1982 | O Trovador e os Ratos (Teatro)            | [ 5 ] |
| 1982 | Festa É Festa                             | [ 5 ] |
| 1983 | Já Cá Canta                               | [ 5 ] |
| 1983 | O Jardim do Celestino                     | [ 5 ] |
| 1984 | Fui de Visita à Minha Tia a Marrocos      | [ 5 ] |
| 1985 | Arco Íris                                 | [ 5 ] |
| 1985 | Arroz Doce                                | [ 5 ] |
| 1985 | Entrada de Portugal na CEE                | [ 5 ] |
| 1986 | Ora Agora Conto Eu...                     | [ 5 ] |
| 1987 | Lá em Casa Tudo Bem                       | [ 5 ] |
| 1990 | Cartas de Humor                           | [ 5 ] |
| 1994 | Sozinhos em Casa                          | [ 5 ] |
| 1995 | Queridas e Maduras                        | [ 5 ] |
| 1997 | Era uma vez… : A Gata Borralheira         | [ 5 ] |
| 1999 | Major Alvega                              | [ 5 ] |
| 1999 | Nós os Ricos                              | [ 5 ] |
| 1999 | Um Sarilho Chamado Marina                 | [ 5 ] |
| 2000 | Médico de Família                         | [ 5 ] |
| 2000 | Capitão Roby                              | [ 5 ] |
| 2000 | Querido Professor                         | [ 5 ] |
| 2001 | Patilhas e Ventoinha                      | [ 5 ] |
| 2001 | Elsa, Uma Mulher Assim                    | [ 5 ] |
| 2001 | A Senhora das Águas                       | [ 5 ] |
| 2001 | O Espírito da Lei                         | [ 5 ] |
| 2002 | A Minha Sogra É uma Bruxa                 | [ 5 ] |
| 2002 | Camilo, o Pendura                         | [ 5 ] |
| 2003 | O Teu Olhar                               | [ 5 ] |
| 2004 | Inspector Max                             | [ 5 ] |
| 2005 | Clube das Chaves                          | [ 5 ] |
| 2005 | Camilo em Sarilhos                        | [ 5 ] |
| 2007 | Chiquititas                               | [ 5 ] |
| 2008 | Morangos com Açúcar (6.ª série)           | [ 5 ] |
| 2010 | Destino Imortal                           | [ 5 ] |
| 2010 | Pai à Força                               | [ 5 ] |
| 2010 | Laços de Sangue                           | [ 5 ] |
| 2011 | Anjo Meu                                  | [ 5 ] |
| 2011 | Rosa Fogo                                 | [ 5 ] |
| 2011 | Sedução                                   | [ 5 ] |
| 2013 | Os Nossos Dias                            | [ 5 ] |
| 2014 | Mulheres de Abril                         | [ 5 ] |
| 2017 | Espelho d'Água                            | [ 5 ] |
| 2022 | Praxx                                     | [ 5 ] |
| 2024 | A Fazenda                                 | [ 5 ] |

## Teatro
| Ano  | Título                                                                  | Encenação           | Apresentação                                               | Ref. |
| ---- | ----------------------------------------------------------------------- | ------------------- | ---------------------------------------------------------- | ---- |
| 1978 | Edén Cinema de M. Duras                                                 | Fernando Heitor     | Os Cómicos - Grupo de Teatro                               |      |
| 1979 | O Império do Oriente de Jorge de Sena                                   | Norberto Barroca    | Sociedade Portuguesa de Autores - SPA                      |      |
| 1979 | Os Brinquedos do Tozé Fizeram Banzé de Orlando Neves (Infantil)         | Fernanda Lapa       | Teatro Experimental de Cascais - TEC                       | TV   |
| 1978 | Querias mas não te Dou de VV.AA. (Revista)                              | Francisco Nicholson | Teatro Ádóque                                              |      |
|      | Zas, Tras Paz Ermelinda Duarte (Infantil)                               | Francisco Nicholson | Teatro Ádóque                                              |      |
|      | Brinca Brincando Ermelinda Duarte (Infantil)                            | Francisco Nicholson | Teatro Ádóque                                              | TV   |
| 1980 | Chiça, Este É o bom Governo de Portugal de VV.AA. (Revista)             | Francisco Nicholson | Teatro Ádóque                                              |      |
| 1981 | Paga as favas de VV.AA. (Revista)                                       | Francisco Nicholson | Teatro Ádóque                                              |      |
| 1981 | A Húngara de Mário Fratti (Tese de fim de curso)                        | José Lapa           | Conservatório Nacional                                     |      |
| 1982 | A Viagem de Helder Costa                                                | João Mota           | Comuna Teatro de Pesquisa                                  |      |
| 1982 | Não fui eu foram eles de VV.AA. (Café Teatro)                           | João Mota           | Comuna Teatro de Pesquisa                                  |      |
| 1983 | A Castro de António Ferreira                                            | João Mota           | Comuna Teatro de Pesquisa                                  |      |
| 1983 | Quero o meu Victor a cores de Carlos Paulo (Café Teatro)                | João Mota           | Comuna Teatro de Pesquisa                                  |      |
| 1984 | Marat de Peter Weiss                                                    | João Mota           | Comuna Teatro de Pesquisa                                  |      |
| 1984 | Para onde ís de Gil Vicente                                             | João Mota           | Comuna Teatro de Pesquisa                                  |      |
|      | Bão de João Mota                                                        | João Mota           | Comuna Teatro de Pesquisa                                  | TV   |
| 1985 | Amadis de Abel Neves                                                    | João Mota           | Comuna Teatro de Pesquisa                                  | TV   |
| 1985 | Festa Medieval de Abel Neves / Comuna                                   | João Mota           | Comuna Teatro de Pesquisa                                  |      |
| 1985 | Pó de Palco de VV.AA. (Café Teatro)                                     | João Mota           | Comuna Teatro de Pesquisa                                  |      |
| 1986 | Touro de Abel Neves                                                     | João Mota           | Comuna Teatro de Pesquisa                                  |      |
| 1987 | Victor ou as crianças no poder de Roger Vitrac                          | João Mota           | Comuna Teatro de Pesquisa                                  | TV   |
| 1987 | Farsa você mesmo de VV.AA. (Café Teatro)                                | João Mota           | Comuna Teatro de Pesquisa                                  |      |
| 1988 | Olha a bolsa ó Zé de César Oliveira, Henrique Santana e Gonçalves Preto | Paulo César         | Teatro ABC/Parque Mayer                                    |      |
| 1988 | Enfim sós de Carlos Cruz, Mário Zambujal e José Duarte                  | Carlos Cruz         | Teatro Maria Matos (Empresa Ausenda Bastos/ Alberto Ramos) |      |
| 1989 | A morte de Danton de Buchner                                            | Carlos Avilez       | Teatro Experimental de Cascais - TEC                       |      |
| 1989 | Auto das Regateiras de Ribeiro Chiado                                   | Carlos Avilez       | Teatro Experimental de Cascais - TEC                       |      |
| 1990 | Quero ser rei esta noite de Peter Schaffer                              | Carlos Avilez       | Ziparte - Produções Teatrais (TEC)                         |      |
| 1991 | Desimaginação de António Pedro                                          | Guilherme Filipe    | Persona - Teatro de Comédia                                |      |
| 1992 | Agostinho da Silva alguns aspectos da sua obra literária                | Estrela Novais      | 7.ª Bienal de Vila Nova de Cerveira                        |      |
| 1993 | O Padre Pimentinha                                                      | Camilo de Oliveira  | Teatro Villaret (Empresa Sidartes)                         |      |
| 2002 | Zen ou a arte da keka de Dario Fo, Franca Rame e Jacopo Fo              |                     |                                                            |      |
| 2003 | O Padre Camilo                                                          |                     | Teatro "Os Vinhais"                                        | TV   |
| 2004 | Aqui Há Fantasmas (substituição de Maria Tavares)                       |                     |                                                            |      |
| 2005 | Marlene de Pam Gens                                                     |                     |                                                            |      |
| 2007 | ''Zen ou o Sexo em Paz de Dario Fo, Franca Rame e Jacopo Fo             |                     | 100 Ilusões                                                |      |